# God Did
God Did è il tredicesimo album in studio del produttore discografico statunitense DJ Khaled, pubblicato nel 2022. Il progetto discografico ha ottenuto cinque candidature alla 65ª edizione dei Grammy Award, tra cui al miglior album rap, e alla canzone dell'anno e alla miglior canzone rap per il brano eponimo all'album.
Sebbene l'album non abbia ricevuto ampi consensi da parte della critica musicale, la title track God Did è stata apprezzata specialmente per i versi di Jay-Z, ritenuti come uno dei migliori esempi di scrittura nella carriera del rapper.

## Descrizione
Il progetto discografico è stato concepito come il secondo capitolo del precedente album Khaled Khaled del 2021, tematizza la volontà del produttore di ringraziare una divinità per aver creduto nel suo operato, quando gli esseri umani non lo fecero. Il produttore ha successivamente spiegato il significato del suo progetto:
(DJ Khaled)
Con l'album DJ Khaled torna a collaborare con numerosi artisti, quali Jay-Z, Lil Wayne, Future, Kanye West, Quavo, Drake, Eminem, SZA e Latto.

## Accoglienza

### Critica
| Recensione     | Giudizio |
| -------------- | -------- |
| AllMusic       |          |
| Clash          |          |
| HipHopDX       |          |
| Pitchfork      |          |
| Slant Magazine |          |

God Did ha ricevuto recensioni generalmente negative da parte della critica musicale, ottenendo un punteggio di 43 su 100 sulla piattaforma Metacritic, sulla base di sei revisioni professionali.
Dani Blum, recensendo l'album per Pitchfork, definisce gli ultimi tre progetti del cantante l'espressione di un «hip-hop banale» in cui «l'unico modo per identificare un brano di DJ Khaled è sentirlo gridare il proprio nome». Blum definisce il progetto «impantanato» in cui «alcune delle melodie e dei ganci più accattivanti dell'album sembrano più accidentali che intenzionali, il risultato logico dell'unione di star e beat, per poi fare marcia indietro», poiché risulta incompetente nello sfruttare «il potere della collaborazione per spingere gli artisti oltre la loro comfort zone», salvando solo la title track con Jay-Z, definendola «ambiziosa».
Nonostante lo scarso entusiasmo della critica per l'intero progetto discografico, la title track God Did è stata apprezzata per i versi rappati da Jay-Z. Simon Vozick-Levinson di Rolling Stone ha scritto che si tratta di «una master class di linguistica matura», mentre Complex ha scritto che «il verso è un promemoria del fatto che è ancora uno scrittore eccezionale» e che «questo verso entrerà sicuramente tra i migliori della carriera di Jay-Z». Un articolo di Ambrosia For Heads ha definito il verso di Jay-Z "il miglior verso del 2022".

## Successo commerciale
Il progetto God Did ha debuttato al primo posto nella classifica statunitense Billboard 200, ottenendo oltre 107.500 ascolti (incluse 9.500 copie fisiche vendute) soltanto nella prima settimana dalla sua pubblicazione. Come cita New York Times, God Did è il quarto album di Dj Khaled a conquistare il primo posto nelle classifiche americane.
Sempre negli Stati Uniti, l'album è stato successivamente certificato disco d'oro, avendo superato le 500.000 vendite.

## Riconoscimenti
All'edizione dei Grammy Awards 2021, l'album ha ricevuto cinque nomination, tra cui il Grammy per il miglior album rap, nonché per la canzone dell'anno e la migliore canzone rap (alla title track God Did).

## Tracce
1. No Secret (featuring Drake) – 0:47
2. God Did (featuring Rick Ross, Lil Wayne, Jay-Z, John Legend & Fridayy) – 8:21
3. Use This Gospel (Remix) (featuring Kanye West & Eminem) – 3:43
4. Big Time (featuring Future & Lil Baby) – 2:53
5. Keep Going (featuring Lil Durk, 21 Savage & Roddy Ricch) – 3:04
6. Party (featuring Quavo & Takeoff) – 3:31
7. Staying Alive (featuring Drake & Lil Baby) – 2:58
8. Beautiful (featuring Future & SZA) – 3:43
9. It Ain't Safe (featuring Nardo Wick & Kodak Black) – 2:50
10. Let's Pray (featuring Don Toliver & Travis Scott) – 2:38
11. Fam Good, We Good (featuring Gunna & Roddy Ricch) – 3:04
12. Bills Paid (featuring Latto & City Girls) – 3:28
13. Way Past Luck (featuring 21 Savage) – 2:16
14. These Streets Know My Name (featuring Skillibeng, Buju Banton, Capleton, Bounty Killer & Sizzla) – 4:59
15. Juice Wrld Did (featuring Juice Wrld) – 3:27
16. Jadakiss Interlude (featuring Jadakiss) – 2:52
17. Asahd and Aalam Cloth Talk – 0:20
18. Grateful (featuring Vory) – 2:07

## Sample
- Staying Alive contiene samples tratti Stayin' Alive, canzone scritta da Barry Gibb, Robin Gibb e Maurice Gibb, interpretata dai Bee Gees.
- Party include samples da Party All the Time, brano scritto da Rick James e interpretato da Eddie Murphy.
- Jadakiss Interlude contiene estratti da New York cantata da Ja Rule featuring Fat Joe e Jadakiss.
- Bills Paid contiene samples da Lights, Camera, Action!, canzone interpretata da Mr. Cheeks.

## Classifiche
| Classifica (2022) | Posizione raggiunta |
| ----------------- | ------------------- |
| Australia         | 9                   |
| Austria           | 11                  |
| Belgio (Fiandre)  | 16                  |
| Belgio (Vallonia) | 32                  |
| Canada            | 1                   |
| Danimarca         | 8                   |
| Finlandia         | 30                  |
| Francia           | 30                  |
| Germania          | 15                  |
| Irlanda           | 16                  |
| Italia            | 21                  |
| Lituania          | 27                  |
| Norvegia          | 4                   |
| Nuova Zelanda     | 4                   |
| Paesi Bassi       | 10                  |
| Regno Unito       | 4                   |
| Spagna            | 55                  |
| Stati Uniti       | 1                   |
| Svezia            | 23                  |
| Svizzera          | 7                   |